# Monelata parvula
Monelata parvula är en stekelart som först beskrevs av Christian Gottfried Daniel Nees von Esenbeck 1834.  Monelata parvula ingår i släktet Monelata, och familjen hyllhornsteklar. Arten är reproducerande i Sverige.